# 高柳秀樹
高柳 秀樹（たかやなぎ ひでき、1957年3月1日 - ）は、茨城県鹿島郡鉾田町（現：鉾田市）出身の元プロ野球選手（外野手、右投右打）・コーチ。実兄はヤマハ硬式野球部監督を務めたヤマハ硬式野球部副部長の高柳信英。

## 経歴

### プロ入り前
鉾田一高では、1973年秋季関東大会県予選準決勝に進むが、土浦日大高の工藤一彦に抑えられ完封負け。
高校卒業後は、国士舘大学に進学。東都大学野球リーグでは、1学年下のエース片岡大蔵を擁し1977年春季リーグ二部優勝。入替戦で日大を破り、2年ぶりの一部昇格を果たす。しかし優勝には届かず、1978年秋季リーグの3位が最高成績であった。1975年には第11回アジア野球選手権大会日本代表に選出された。大学同期に、共に打線の中軸であった武居邦生がいる。リーグ通算50試合出場、178打数52安打、打率.292、7本塁打、22打点、ベストナイン（外野手）2回選出。
1978年のプロ野球ドラフト会議で南海ホークスから1位指名を受け入団。

### プロ入り後
1979年は開幕から7番打者・中堅手として起用され、シーズン後半には失速するが24試合に先発出場を果たす。その後は打撃面で低迷が続くが、1983年には一軍に定着し初本塁打も放った。1984年には右の代打の切り札であった山本雅夫が巨人に移籍したため、その後継として期待される。主に対左投手対策として43試合に先発、1試合ながら4番打者も務め、同年の8本塁打は全て左投手から打った。1985年から1987年には、左投手を苦手としていた門田博光らに代わって7試合に4番打者として起用される。星野伸之から西宮球場で2本本塁打打ったことがある。1986年はシーズン中盤から左翼手の定位置を得て、打率.320で自己最多の11本塁打を記録し、1988年には主に5番打者・左翼手として58試合に先発出場。その後はアキレス腱や腰を痛めるなど故障に見舞われた。南海最末期の苦しいチームを支えた選手の一人であった。現役晩年は少し早い球を投げられると差し込まれた感じがあった。外野は佐々木誠、岸川勝也、広永益隆が選手が育ってきて、1990年に田淵幸一が監督に就任すると出場機会は激減し、故障で2軍で落ちた時2軍監督の柴田猛に「お前、若い奴に教えとけ」と言われ辞めようと思い、1991年限りで現役を引退。
現役時代の応援歌の前奏部分は、秀樹つながりで西城秀樹の『情熱の嵐』であった。

### 引退後
引退後はダイエーの二軍打撃コーチ補佐（1992年）→二軍育成コーチ（1993年 - 1994年）を務めた。
1995年には宅和本司監督の招聘で台湾プロ野球・三商タイガース打撃コーチに就任。1996年まで務めた。帰国後はダイエーに復帰し、二軍打撃コーチ（1999年 - 2000年, 2002年）・フロント（2001年）を務めた。南海時代同僚だった2軍監督の定岡智秋と共にチームを仕切り2軍マネージャーの田口竜二は「全く大変ではなく、とても楽しくやらせていただきました。」と述べている。
2003年は千葉ロッテマリーンズ一軍打撃兼外野守備・走塁コーチを務めたが、打率リーグ5位、得点・本塁打は最下位に低迷。2004年は調査役を務めて退団。
2005年からは中日ドラゴンズ二軍打撃コーチに就任。2010年6月7日からは打撃強化策の一環として一軍打撃コーチに配置転換され、17日以降は巡回コーチとなる。2011年は二軍野手コーチで始まるものの、7月29日より石嶺和彦打撃コーチと代わる形で一軍野手コーチとして昇格し、同年10月7日に来季の契約を結ばないことが通達された。
2012年2月29日からは定岡が監督を務める四国アイランドリーグplus・高知ファイティングドッグス野手コーチに就任したが、同年はチーム打率.192、2013年はチーム打率が.225で終わり、チームは低迷した。
2013年10月22日、2014年シーズンから中日の二軍打撃コーチに復帰することが発表され、11月1日には背番号が88になることが発表された。
2015年は二軍野手総合打撃コーチを務めた。
2016年からは再び二軍打撃コーチに戻るも、2017年11月29日に退任。
2018年より編成部所属となることが発表された。2019年10月1日に今季限りで契約を満了し、来季の契約を結ばないことが発表された。
中日コーチ時代、監督、GMだった落合博満から本人からではなく、メディアを通じて「高柳に任せておけば外国人でもなんでも調子の悪いやつをちゃんと再生してくれる」と言っていたのがコーチとしての一番の励みになっている。
中日退団後は新型コロナが蔓延し、仕事をしていない時期があり、森繁和から電話があり、「お前、今何をしているんだ」と聞かれ、「何もしてません」と答えたら「大学の監督やるか？」と言われ、森と駒澤大学時代同級生だったマネージャーが千葉商科大学の付属高校の監督をしており、大学側はその人に監督要請していたが、固辞され、高柳は森から監督要請され、受託し、2021年4月より千葉商科大学監督に就任。

## 詳細情報

### 年度別打撃成績
| 年 度      | 球 団         | 試 合 | 打 席 | 打 数 | 得 点 | 安 打 | 二 塁 打 | 三 塁 打 | 本 塁 打 | 塁 打 | 打 点 | 盗 塁 | 盗 塁 死 | 犠 打 | 犠 飛 | 四 球 | 敬 遠 | 死 球 | 三 振 | 併 殺 打 | 打 率 | 出 塁 率 | 長 打 率 | O P S |
| ---------- | ------------- | ----- | ----- | ----- | ----- | ----- | -------- | -------- | -------- | ----- | ----- | ----- | -------- | ----- | ----- | ----- | ----- | ----- | ----- | -------- | ----- | -------- | -------- | ----- |
| 1979       | 南海 ダイエー | 42    | 103   | 89    | 12    | 17    | 5        | 0        | 0        | 22    | 5     | 3     | 0        | 2     | 0     | 11    | 0     | 1     | 19    | 1        | .191  | .287     | .247     | .534  |
| 1980       | 南海 ダイエー | 29    | 15    | 13    | 8     | 1     | 1        | 0        | 0        | 2     | 2     | 0     | 2        | 0     | 0     | 2     | 0     | 0     | 4     | 1        | .077  | .200     | .154     | .354  |
| 1981       | 南海 ダイエー | 1     | 2     | 2     | 0     | 0     | 0        | 0        | 0        | 0     | 0     | 1     | 0        | 0     | 0     | 0     | 0     | 0     | 1     | 0        | .000  | .000     | .000     | .000  |
| 1983       | 南海 ダイエー | 49    | 95    | 86    | 11    | 24    | 6        | 0        | 2        | 36    | 20    | 1     | 0        | 0     | 2     | 7     | 0     | 0     | 12    | 4        | .279  | .326     | .419     | .745  |
| 1984       | 南海 ダイエー | 81    | 178   | 162   | 21    | 44    | 8        | 0        | 8        | 76    | 26    | 2     | 1        | 3     | 3     | 9     | 0     | 1     | 27    | 5        | .272  | .309     | .469     | .778  |
| 1985       | 南海 ダイエー | 65    | 112   | 101   | 17    | 25    | 6        | 0        | 6        | 49    | 16    | 0     | 1        | 0     | 0     | 10    | 0     | 1     | 27    | 3        | .248  | .321     | .485     | .807  |
| 1986       | 南海 ダイエー | 68    | 176   | 153   | 25    | 49    | 10       | 0        | 11       | 92    | 26    | 0     | 0        | 0     | 2     | 18    | 0     | 3     | 35    | 4        | .320  | .398     | .601     | .999  |
| 1987       | 南海 ダイエー | 81    | 180   | 156   | 18    | 36    | 7        | 0        | 7        | 64    | 31    | 0     | 0        | 2     | 5     | 16    | 2     | 1     | 33    | 6        | .231  | .298     | .410     | .708  |
| 1988       | 南海 ダイエー | 88    | 231   | 214   | 18    | 52    | 8        | 1        | 7        | 83    | 25    | 0     | 3        | 0     | 2     | 15    | 0     | 0     | 31    | 13       | .243  | .290     | .388     | .678  |
| 1989       | 南海 ダイエー | 61    | 144   | 122   | 19    | 26    | 6        | 0        | 6        | 50    | 22    | 0     | 0        | 0     | 1     | 21    | 1     | 0     | 28    | 5        | .213  | .326     | .410     | .736  |
| 1990       | 南海 ダイエー | 27    | 58    | 51    | 5     | 12    | 4        | 0        | 1        | 19    | 4     | 0     | 0        | 0     | 1     | 6     | 0     | 0     | 13    | 2        | .235  | .310     | .373     | .683  |
| 通算：11年 | 通算：11年    | 592   | 1294  | 1149  | 154   | 286   | 61       | 1        | 48       | 493   | 177   | 7     | 7        | 7     | 16    | 115   | 3     | 7     | 230   | 44       | .249  | .317     | .429     | .746  |

- 南海（南海ホークス）は、1989年にダイエー（福岡ダイエーホークス）に球団名を変更

### 記録
- 初出場・初先発出場：1979年4月7日、対阪急ブレーブス前期1回戦（阪急西宮球場）[16]、7番・中堅手として先発出場
- 初安打：1979年5月12日、対近鉄バファローズ前期7回戦（日生球場）、6回表に黒田正宏の代打で出場、井本隆から
- 初打点：1979年5月13日、対近鉄バファローズ前期8回戦（日生球場）、2回表に村田辰美から適時二塁打
- 初盗塁：1979年5月29日、対ロッテオリオンズ前期8回戦（川崎球場）、5回表に二盗（投手：村田兆治、捕手：高橋博士）
- 初本塁打：1983年4月23日、対近鉄バファローズ2回戦（大阪スタヂアム）、2回裏に谷宏明から2ラン

### 背番号
- 23 （1979年 - 1991年）
- 88 （1992年 - 1994年、2005年 - 2017年）
- 75 （1995年 - 1996年）
- 74 （1999年 - 2000年、2002年）
- 89 （2003年）